# Pyrityldion

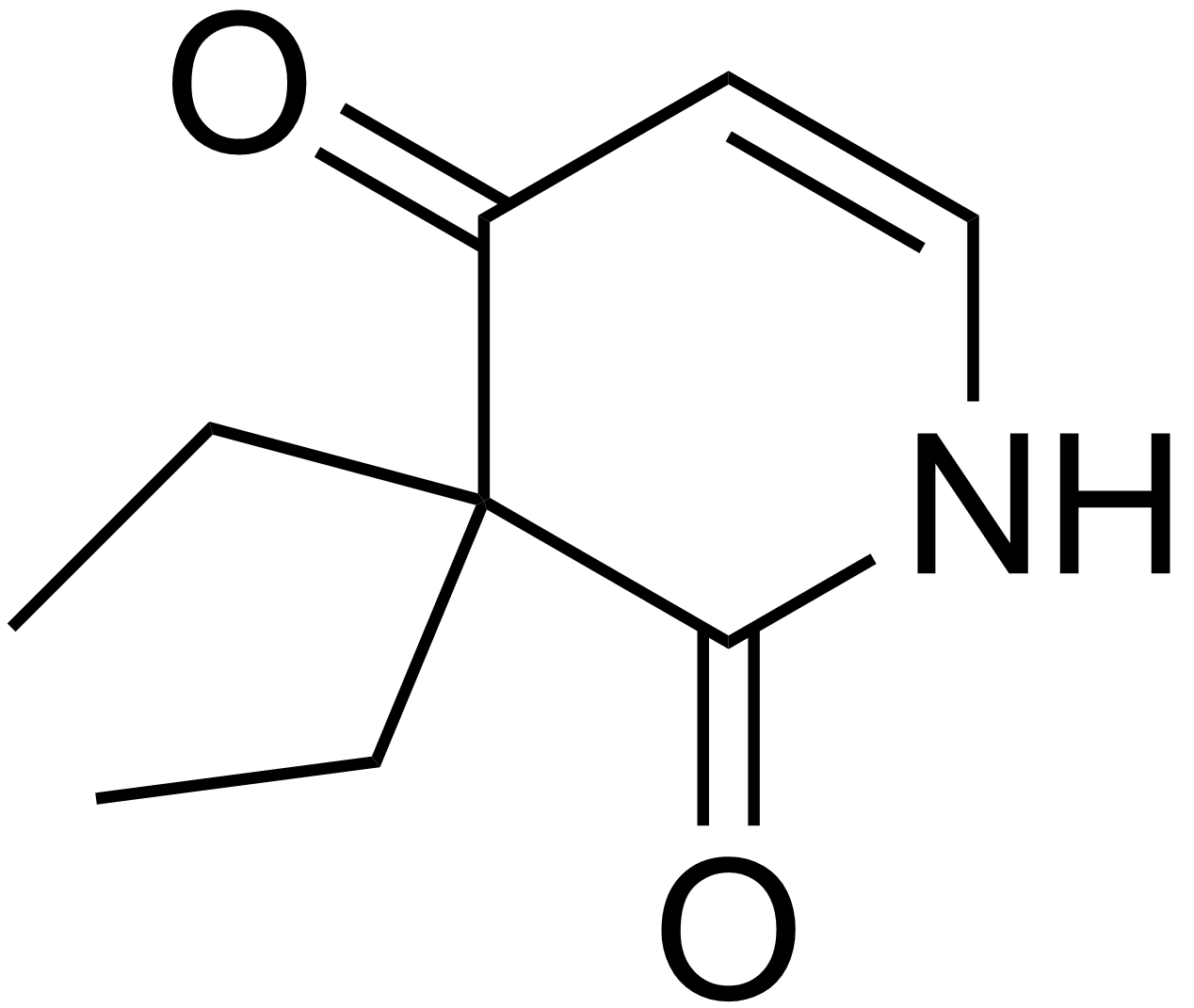
Strukturformel för pyrityldion.

Pyrityldion, (systematiskt namn 3,3-dietyl-2,4-dioxotetrahydropyridin), summaformel C9H13NO2, är ett lugnande och sömngivande preparat, patenterat 1937 av läkemedelsfirman Hoffman-La Roche.
Persedon är ett varunamn för ett läkemedel på pyrityldion. Det avregistrerades i Sverige 1988.
Pyrityldion är narkotikaklassat i Sverige, ingående i förteckning V, vilket innebär att det inte omfattas av internationella narkotikakonventioner.